# Команда Симчишина
«Команда Симчишина» — українська регіональна політична партія. Зареєстрована 11 листопада 2015 року як «Партія миру і розвитку», та перейменована у червні 2020 року. Створена з середовища патріотів-однодумців у Хмельницькому.
На місцевих виборах 25 жовтня 2020 року «Команда Симчишина» отримала: до Хмельницької міської ради, перше місце — 57,17 %, до Хмельницької обласної ради, перше місце — 19,04 %. Також здобула перше місце в Хмельницькій районній раді отримавши — 27,57 %.

## Історія
На початку літа 2020 року у місті Хмельницькому оголосили про намір брати участь у місцевих виборах від своєї партії «Команда Симчишина». У кінці серпня того ж року, а саме на другому всеукраїнському з'їзді партія оголосила що йде на вибори. У вересні партія виставила список своїх кандидатів до Хмельницької міської ради, який очолив Віталій Діденко — нині секретар Хмельницької міської ради. На початку жовтня 2020-ого року, розпочалась передвиборча кампанія яка проходила під гаслом «Щодня_змінюємо_місто». 25 жовтня 2020 року партія зайняла перші місця в обласній, міській раді та районній раді.

## Ідеологія
Сама партія сповідує ідеї економічного націоналізму як в Хмельницькому так і в Хмельницькій області.

## Вибори
Партія «Команда Симчишина» в Хмельницькій області набрала 19,04 %(13 депутатів), та посіла перше місце в області.
На проміжних виборах до Верховної Ради України по 184-му одномандатному виборчому округу на Херсонщині висуванцем від партії балотувався Сергій Володимирович Матвійчук. За результатами виборів він не був обраний до Верховної Ради.